# Kevin Pollak
Kevin Elliot Pollak (n. 30 octombrie 1957, California, SUA) este un actor și comic american. A apărut în peste 80 de filme.

## Filmografie

### Film
| An   | Titlu                                          | Rol                               | Note                                      |
| ---- | ---------------------------------------------- | --------------------------------- | ----------------------------------------- |
| 1983 | The Right Stuff                                | Dwight D. Eisenhower (voce)       | nemenționat                               |
| 1987 | Million Dollar Mystery                         | Officer Quinn                     |                                           |
| 1988 | Willow                                         | Rool                              |                                           |
| 1990 | Avalon                                         | Izzy Kirk                         |                                           |
| 1991 | L.A. Story                                     | Frank Swan                        |                                           |
| 1991 | Another You                                    | Phil                              |                                           |
| 1991 | Ricochet                                       | Lieutenant Larry Doyle            |                                           |
| 1992 | The Opposite Sex and How to Live with Them     | Eli                               |                                           |
| 1992 | Oameni de onoare                               | LTJG Sam Weinberg, JAGC           |                                           |
| 1993 | Indian Summer                                  | Brad Berman                       |                                           |
| 1993 | Wayne's World 2                                | Jerry Segel                       |                                           |
| 1993 | Morocănoșii                                    | Jake Goldman                      |                                           |
| 1994 | Clean Slate                                    | Rosenheim                         |                                           |
| 1995 | The Usual Suspects                             | Todd Hockney                      |                                           |
| 1995 | Miami Rhapsody                                 | Jordan Marcus                     |                                           |
| 1995 | Canadian Bacon                                 | Stu Smiley                        |                                           |
| 1995 | Casino                                         | Phillip Green                     |                                           |
| 1995 | Și mai morocănoși                              | Jake Goldman                      |                                           |
| 1995 | Chameleon                                      | Matt Gianni                       |                                           |
| 1996 | House Arrest                                   | Ned Beindorf                      |                                           |
| 1996 | That Thing You Do!                             | Victor 'Boss Vic Koss' Kosslovich |                                           |
| 1997 | Truth or Consequences, N.M.                    | Gordon Jacobson                   |                                           |
| 1998 | Buffalo '66                                    | TV Sportscaster                   |                                           |
| 1998 | Hoods                                          | Rudy                              |                                           |
| 1998 | Outside Ozona                                  | Wit Roy                           |                                           |
| 1999 | Deal of a Lifetime                             | Jerry                             |                                           |
| 1999 | She's All That                                 | Wayne Boggs                       |                                           |
| 1999 | The Sex Monster                                | Jerry Berman                      |                                           |
| 1999 | Deterrence                                     | President Walter Emerson          |                                           |
| 1999 | Apocalipsa                                     | Bobby Chicago                     |                                           |
| 2000 | The Whole Nine Yards                           | Janni Pytor Gogolak               |                                           |
| 2000 | Steal This Movie!                              | Gerry Lefcourt                    |                                           |
| 2001 | Eu cu cine mă mărit?                           | John Dojny                        |                                           |
| 2001 | 3000 Miles to Graceland                        | US Marshal Damitry                |                                           |
| 2001 | Dr. Dolittle 2                                 | Riley / Alligator                 |                                           |
| 2002 | Stolen Summer                                  | Rabbi Jacobsen                    |                                           |
| 2002 | Frank McKlusky, C.I.                           | Ronnie Rosengold                  |                                           |
| 2002 | Juwanna Mann                                   | Lorne Daniels                     |                                           |
| 2002 | Mother Ghost                                   | Dr. Norris                        |                                           |
| 2002 | Moș Crăciun caută Crăciuniță                   | Cupid                             | Cameo                                     |
| 2003 | Rolling Kansas                                 | Agent Brinkley                    | nemenționat                               |
| 2003 | Blizzard                                       | Archimedes                        |                                           |
| 2004 | Seven Times Lucky                              | Harlan                            |                                           |
| 2004 | The Whole Ten Yards                            | Lazlo Gogolak                     |                                           |
| 2004 | Our Time is Up                                 | Dr. Stern                         |                                           |
| 2004 | Shark Tale                                     | Willie (voce)                     |                                           |
| 2005 | Hostage                                        | Walter Smith                      |                                           |
| 2005 | Magnificent Desolation: Walking on the Moon 3D | Regizor (voce)                    |                                           |
| 2005 | The Aristocrats                                | Himself                           |                                           |
| 2006 | Familia lui Moș Crăciun                        | Cupid                             |                                           |
| 2006 | Niagara Motel                                  | Michael                           |                                           |
| 2007 | Numb                                           | Tom                               |                                           |
| 2008 | Otis                                           | Eli                               |                                           |
| 2008 | Tortured                                       | Dr. Shaw                          | Direct pe DVD                             |
| 2009 | 2:13                                           | Dr. Simmons                       |                                           |
| 2009 | Middle Men                                     | Curt Allmans                      |                                           |
| 2010 | Cop Out                                        | Hunsaker                          |                                           |
| 2010 | Hoods                                          | Rudy                              |                                           |
| 2011 | Choose                                         | Șerif Tom Wagner                  |                                           |
| 2011 | Red State                                      | ATF Agent Brooks                  |                                           |
| 2011 | The Big Year                                   | Eli                               |                                           |
| 2012 | Columbus Circle                                | Klandermann                       | Și co-scenarist și co-producător executiv |
| 2012 | The Magic of Belle Isle                        | Joe Viola                         |                                           |
| 2013 | Chez Upshaw                                    | Heaton Upshaw                     | Și producător                             |
| 2013 | 3 Geezers!                                     | Kevin                             |                                           |
| 2013 | A Country Christmas                            | Max Schmucker                     |                                           |
| 2013 | Grace Unplugged                                | Frank 'Mossy' Mostin              |                                           |
| 2014 | The One I Wrote for You                        | Mickey                            |                                           |
| 2015 | Borealis                                       | 'Tubby'                           |                                           |
| 2015 | Camino                                         | Donald                            |                                           |
| 2015 | The Night Is Young                             | Producător                        |                                           |
| 2015 | Misery Loves Comedy                            | Co-scenarist/Regizor              |                                           |
| 2016 | Max Rose                                       | Christopher Rose                  |                                           |
| 2016 | Compadres                                      | 'Tex The Banker'                  |                                           |
| 2016 | Special Correspondents                         | Geoffrey Mallard                  |                                           |
| 2016 | The Tiger Hunter                               | Frank Womack                      |                                           |
| 2016 | War Dogs                                       | Ralph Slutzky                     |                                           |
| 2016 | The Late Bloomer                               |                                   | Regizor                                   |
| 2017 | Axis                                           | Cru (voce)                        |                                           |
| 2017 | Three Christs                                  | Dr. Orbus                         |                                           |
| 2018 | Benjamin                                       | Rick                              |                                           |
| 2018 | The Front Runner                               | Bob Martindale                    |                                           |
| 2019 | Goalie                                         | Jack Adams                        |                                           |
| 2019 | Teacher                                        | Bernard Cooper                    |                                           |
| 2019 | Apparition                                     | Warden White                      |                                           |